# SEAL
United States Navy SEALs (акроним SEAL: англ. Sea — море, Air — воздух, Land — земля; буквально: англ. Seals — тюлени) — основное тактическое подразделение Сил специальных операций (ССО) ВМС США, в оперативном отношении подчинённых Командованию специальных операций (КСО) ВС США (U.S. Special Operation Command, USSOCOM), предназначен для ведения разведки, проведения специальных и диверсионных мероприятий, поисково-спасательных операций и выполнения других задач, стоящих перед ССО.
«Тюлени» (за исключением NSWDG) занимаются разведкой, диверсионными операциями или спасением заложников; в то время как NSWDG и её армейский аналог «Дельта» в основном занимаются контртеррористической деятельностью. Помимо разведывательно-диверсионных и штурмовых операций SEAL призваны решать и ряд других специфических задач: прикрытие основных сил, наведение артиллерийского огня, разминирование и минирование, обеспечение коммуникаций в районах, где ведутся боевые действия, борьба с морским терроризмом и незаконным пересечением морских государственных границ страны.
Все без исключения «тюлени» являются членами ВМС или Береговой охраны США. В русскоязычном переводе англ. Navy SEALs зачастую переводится как «морские котики» (например, фильм «Морские котики» и т. п.).

## История

### Истоки
Боевые пловцы в ВМС США применялись ещё со времён Второй мировой войны. Они использовались для разведки береговых линий, а также уничтожения подводных и прибрежных укреплений во время проведения десантных операций. На Тихоокеанском театре военных действий в свою очередь действовали команды водолазов-подрывников (Underwater Demolition Team, UDT), занимавшиеся как диверсионной деятельностью, так и уничтожением морских мин. Управление стратегических служб на протяжении своей работы также не раз привлекало опытных пловцов для выполнения диверсионно-разведывательных операций в тылу врага.
Основную подготовку пловцы проходили на военно-морской базе Литл-Крик и в Форт-Пирс. Некоторая часть тренировок проводилась непосредственно в Чесапикском заливе. Предшественники SEAL, отряд боевых подрывников NCDU (Naval Combat Demolition Units), участвовавшие в операциях «Факел» и «Оверлорд», и уже тогда способные выполнять многие задачи современных «тюленей», также готовились здесь.
Немалую роль в формировании SEAL сыграли и UDT (Underwater Demolition Teams), получившие значительный опыт проведения спецопераций во время Корейской войны, так как многие опытные бойцы пришли в «тюлени» именно из этого подразделения. Кроме того, некоторое время существовала практика тренировок и службы курсантов «тюленей» в рядах UDT перед переводом в состав SEAL. В 1983 году последние оставшиеся части UDT, чьей основной задачей на тот момент являлась доставка и эвакуация групп «тюленей», были переданы в состав SEAL, что означало конец UDT как самостоятельной единицы.

### Формирование
В 1962 году, после заседания Комитета начальников штабов Армии США, на стол тогдашнего президента США Джона Кеннеди легла аналитическая записка, в которой указывалось на необходимость скорейшего создания в структуре ВМС США особого военного подразделения, способного проводить диверсионные и контрпартизанские операции на территории условного противника.
В частности, рассматривались возможная агрессия со стороны СССР, Кубы, или в связи с ситуацией во Вьетнаме.
После чего началось формирование отряда. В подразделение приглашались проверенные бойцы, основным навыком было умение хорошо плавать, стрелять и владеть холодным оружием. Также, предпочтение отдавалось знанию языков. За всё время существования SEAL, в связи с изменением геополитической обстановки, менялись и отряды. Первоначально были карибский (для высадки на Кубу), восточноевропейский (для ведения диверсий на территории СССР), европейский (для ведения диверсий против стран-участниц Организации Варшавского договора). Позже был создан ближнеазиатский отряд специального назначения.
С 1962 по настоящее время SEAL принимали участие во всех без исключения боевых операциях США. Особую роль SEAL сыграли во время Вьетнамской войны. Долгое время существование SEAL было государственной тайной. В конце 80-х годов, с потеплением отношений между СССР и США, часть операций была рассекречена.

### Война во Вьетнаме

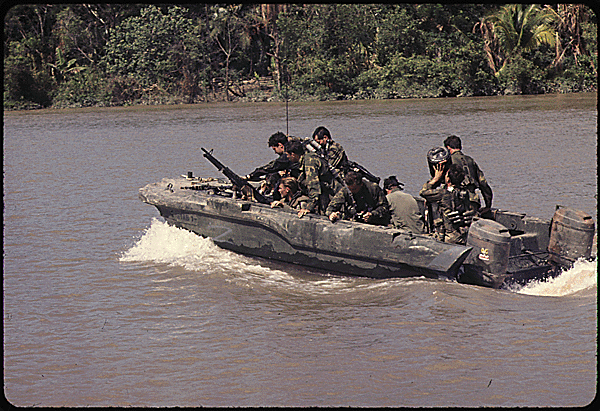
Отряд SEAL патрулирует в дельте реки Меконг

В своё время Тихоокеанское Командование Вооружённых сил США сочло Вьетнам потенциальной зоной действий для подразделений специального назначения. Так, с начала 1962 года, отряды UDT проводили здесь гидрографическую разведку и, наряду с другими частями Вооружённых сил США, вошли в число подразделений, подчинённых свежесформированному Командованию по оказанию военной помощи Вьетнаму. Начиная с марта 1962 «тюлени» находились во Вьетнаме, где занимались обучением подразделений Армии Республики Вьетнам собственным приёмам ведения десантных, разведывательных и диверсионных операций.
С 1963 года отряды SEAL активно сотрудничали с ЦРУ и принимали участие во многих миссиях, в том числе и в операции «Феникс».
Известны случаи, когда бойцы из второго отряда SEAL в одиночку работали в спецподразделениях армии Южного Вьетнама. Кроме того,
в 1967 году был создан отряд SEAL под названием «Detachment Bravo (Det Bravo)», состоявший как из «тюленей», так и из членов South Vietnamese Provincial Reconnaissance Units (PRUs).
Последние подразделения SEAL покинули Вьетнам в декабре 1971 года, последние инструкторы в марте 1973 года. Общее число задействованных во Вьетнаме «тюленей» не превышало 200 солдат и 30 офицеров.

### Вторжение на Гренаду
«Тюлени» из отрядов 4 и 6 также принимали участие во вторжении США на Гренаду, известном как операция «Вспышка ярости». Основными целями являлись спасение британского генерал-губернатора Пола Скуна и захват единственной радиомачты на территории страны. В результате недостаточного инструктажа или же несвоевременной информационной поддержки со стороны ЦРУ миссия оказалась под угрозой срыва с самого начала. Так, один из двух транспортно-десантных самолётов не смог определить зону выброса, а четверо военнослужащих утонули во время высадки в условиях шквального ливня. Их тела так и не были найдены.
После десантирования, разделившись на две группы, «тюлени» приступили к выполнению основных задач. Группа, направленная к резиденции генерал-губернатора, оказалась без спутниковой связи, так как необходимое оборудование было забыто в вертолёте. Когда разрядилась батарея единственной радиостанции, «тюленям» пришлось использовать обычную телефонную линию для вызова поддержки с воздуха. В итоге небольшой отряд провёл около суток под огнём превосходящих сил противника, в том числе и БТР-60, пока не был эвакуирован разведгруппой морских пехотинцев.
Другая группа, захватившая радиостанцию, также испытывала проблемы со связью. После того, как они не смогли организовать командный пост, отбив несколько атак национальной армии Гренады, «тюлени» взорвали мачту и сумели укрыться в воде. Позже, после прекращения их поисков, «тюлени», в том числе и раненые, выбрались в открытое море, где и были спасены.

### Персидский залив (Операция «Главный шанс»)
Начиная с 1984 года Ирак и Иран вели так называемую «танкерную войну», атакуя танкеры третьих стран, перевозившие нефть противника в Персидском заливе, что привело к вмешательству США. Так в июле 1987 года началась операция «Искренние намерения». После того, как во время уже первого конвоя один из танкеров подорвался на мине, началось планирование операции «Главный шанс», так как стало ясно, что для обеспечения безопасности судов потребуются дополнительные силы. К августу 1987 года все приготовления были завершены.
В операции принимали участия «тюлени» из отрядов 1 и 2, а также персонал из United States Navy EOD при поддержке 160-го авиационного полка специального назначения. Кроме обязанностей, возложенных на них в рамках миссии, отряды SEAL также занимались проведением операций типа «визит, высадка на борт, поиск и захват» на борту иранских минных заградителей. Во время одного из таких заданий на борту корабля «Иран Айр» «тюлени» обнаружили мины, серийные номера которых соответствовали серийным номерам мин, на одной из которых позже подорвался американский фрегат «Сэмюэль Б. Робертс», что привело к началу операции «Богомол». На этом же корабле погиб единственный за всё время проведения операции «Главный шанс» «тюлень».

### Вторжение США в Панаму
Следующим военным конфликтом, где были задействованы «тюлени» стало вторжение США в Панаму. Учитывая большой интерес со стороны СМИ, а также тот факт, что вторжение противоречило международному праву и суверенитету Панамы, операция получила кодовое название «Правое Дело», что в дальнейшем сыграло позитивную роль в освещении конфликта.
Из United States Navy SEAL в операции участвовали отряды 2 и 4, Naval Special Warfare Unit 8 и Special Boat Unit 26, все под командованием Naval Special Warfare Group 2, а также Naval Special Warfare Development Group (DevGru). Отряд DevGru при этом входил в состав ударной группы Blue (Task Force Blue), в то время как Naval Special Warfare Group 2 находилась в составе ударной группы White (Task Force White). В перечень задач, поставленных перед ударной группой White входили уничтожение имущества ВМС Панамы в гавани Бальбоа и самолёта генерала Норьеги в аэропорту Paitilla (Аэропорт Панама Маркос Гелаберт), а также изоляция панамских сил на острове Фламенго. Действия «тюленей» в гавани Бальбоа стало первой известной общественности операцией SEAL в истории подразделения, когда бойцы отряда взорвали персональную канонерскую лодку Норьеги. Несмотря на несвойственный для «тюленей» характер задания, операция в аэропорту Paitilla также увенчалась успехом. При этом погибли 4 и было ранено 13 человек из числа «тюленей».

### Война в Афганистане (с 2001)

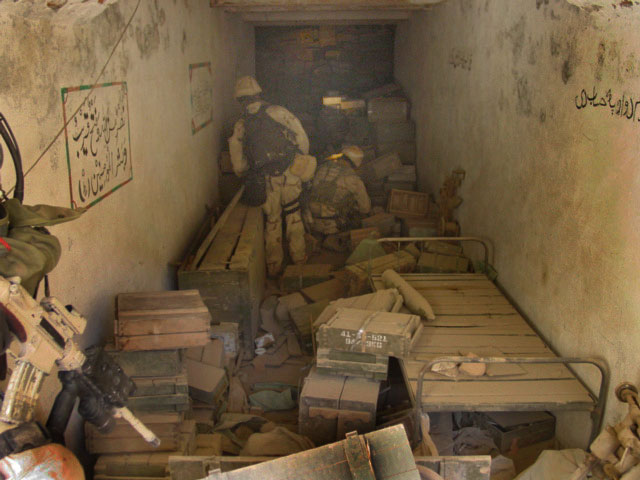
Обыск тайника с боеприпасами в Завар Кили

Сразу после событий 11 сентября 2001 года части SEAL были переброшены на главную американскую базу в Кувейте «Camp Doha», откуда занимались досмотром судов в Персидском заливе, подозреваемых в связях с Аль-Каидой. Отряды 3 и 8 также находились на Аравийском полуострове и готовились к переводу в район будущих боевых действий.

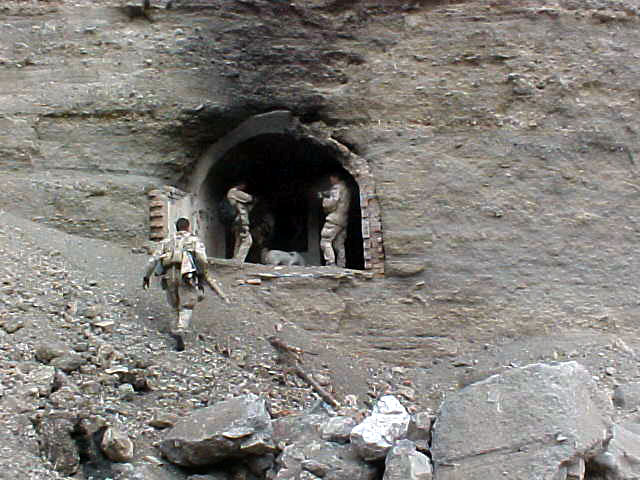
«Котики» из Task Force K-Bar у входа в пещеру в районе Завар Кили

В Афганистане «тюлени» сначала оперировали в окрестностях базы «Camp Rhino», где вместе с датскими Jægerkorpset приняли участие в поимке муллы Кируллаха Саида Вали Хайрхвы. Бойцы SEAL также вошли в состав группы Task Force K-Bar под командованием капитана Роберта Харварда, участвовавшей в многих операциях, в том числе в районе Завар Кили и Кандагара, и принимали активное участие в операции «Анаконда». В рамках этой операции «тюлени» потеряли несколько человек, когда во время сражения за гору Такур Гар один из вертолётов был обстрелян талибами и петти-офицер 1-го класса Нил Робертс вывалился за борт, а пришедший ему на помощь отряд «тюленей» с другого вертолёта также оказался под «огнём» и вынужден был отступить с вершины. Во время операции по спасению пострадали и другие военнослужащие.
Наряду с английскими коллегами из Special Boat Service «тюлени» участвовали и в битве за Кала-и-Янги, где шеф-петти-офицер SEAL Стивен Басс получил Военно-морской крест за выдающийся героизм в бою.
6 августа 2011 года в Афганистане был сбит «Чинук», перевозивший 15 членов «Группы 6», уничтожившей 2 мая 2011 года Усаму бен Ладена (но  среди погибших не было участников операции по убийству бен Ладена). Все находящиеся в вертолёте погибли, это самая большая потеря личного состава для «SEAL Team 6» (кроме них, в крушении погибли два «тюленя» из другого подразделения).

### Иракская война (2003—2010)
Ещё за семь дней до высадки основных войск группа «тюленей» занималась гидрографической съёмкой в районе нефтяных платформ Эль-Басра и Хавр Эль-Амая. 20 мая 2003 года обе платформы, а также порт Эль-Фао и нефтепроводы подверглись непосредственному нападению группировкой сил, состоящей из самих «тюленей», британских королевских морских пехотинцев и бойцов из польского спецподразделения «Гром». Несмотря на трудности, связанные с неточными разведданными, все объекты оказались захвачены и операция была успешно завершена.
Командование коалиционных войск в Ираке также выражало озабоченность тем фактом, что отступающие иракские войска могли взорвать плотину Мукатаин к северо-востоку от Багдада с целью замедления продвижения американских сил. Взрыв плотины также оставил бы без электроэнергии целый регион, а неминуемое затопление несло угрозу жизням гражданских лиц. Таким образом, было принято решение направить туда совместные силы подразделений «тюленей» и отряда «Гром». Не встретив сопротивления со стороны иракских военных, «тюлени» быстро завершили захват плотины и передали её под контроль сухопутных войск США.

### Участие в других известных военных операциях
Отдельный полк СпН ВМС по борьбе с терроризмом (6-й отряд СпН ВМС, DEVGRU) провёл операцию по уничтожению «террориста номер один» Усамы бен Ладена в Абботтабаде 2 мая 2011 года.

## Организационно-штабная структура сил СпН ВМС США

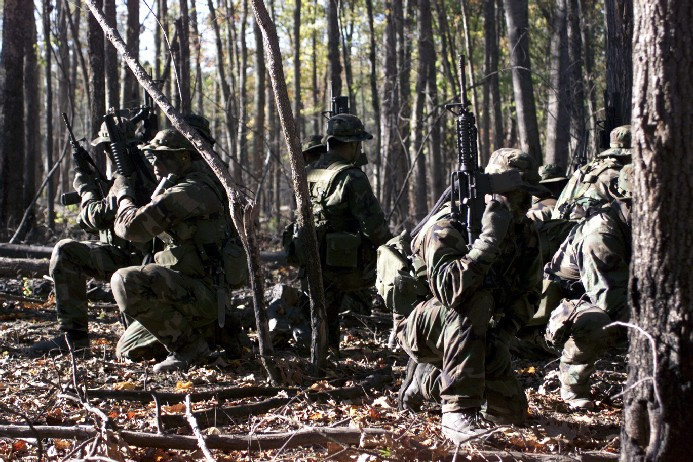
Бойцы СпН ВМС США во время проведения учений в лесистой местности

Основным подразделением в составе SEAL является отдельный отряд (батальон) СпН, состоящий из штаба и 3 отдельных рот СпН (squadron) по 40 бойцов в каждой. Командир отряда обычно имеет чин капитана 3-го, иногда капитана 2-го ранга ВМС США.

### Организационно-штабная структура отдельного отряда СпН ВМС США
ОШС отдельного отряда СпН ВМС (с 1-го по 10-й) включает в себя:
Штаб отряда в составе:
- командира отряда
- начальника штаба отряда в чине капитан-лейтенанта (либо лейтенанта ВМС) (Operations, N3)
- оперативного офицера (Plans and Targeting, N5)
- начальника разведки отряда (Intelligence, N2)
- заместителя командира отряда по боевой подготовке (Administrative support, N1)
- заместителя командира отряда по тыловой части (Logistics, N4)
- начальника службы ПСС/медслужбы отряда (Air/Medical, N8)

Группа обеспечения управления отряда — два взвода охраны по 16-20 бойцов с ротой МТО.
3 отдельных роты СпН (40 чел. л/с) в составе:
- командира роты (офицер ВМС в чине капитан-лейтенанта) и двух заместителей (офицеров ВМС в чине лейтенанта ВМС)

2 разведывательно-диверсионные группы (РДГ) СпН (по 16 чел. л/с, разбивается на огневые подгруппы по 4-5 бойцов)
Стандартная численность личного состава отдельного отряда СпН ВМС с подразделениями обеспечения составляет до 300 человек.

### Общая численность отрядов СпН ВМС США
Все отряды СПН ВМС на территории США сведены в два отдельных полка СпН ВМС:
Общая численность сил СпН ВМС составляет до 10 отдельных отрядов СпН (до 3050 человек л/с, в том числе до 600 чел. в двух ротах спецсредств доставки).
- 1-й отдельный полк СпН ВМС на Тихоокеанском побережье США (база ВМС США «Коронадо», Калифорния) (1-й, 3-й, 5-й и 7-й отряды)
- 2-й отдельный полк СпН ВМС на Атлантическом побережье США (база ВМС США «Норфолк», Вирджиния) (2-й, 4-й, 8-й и 10-й отряды).

Отряды СпН ВМС подчиняются управлению СпН ВМС Главного управления войск СпН МО США
Части резерва СпН ВМС включают в себя до 325 человек (17-й и 18-й отряды резерва СпН ВМС), 125 человек резерва спецсредств доставки и 775 человек резерва полка МТО СпН ВМС.

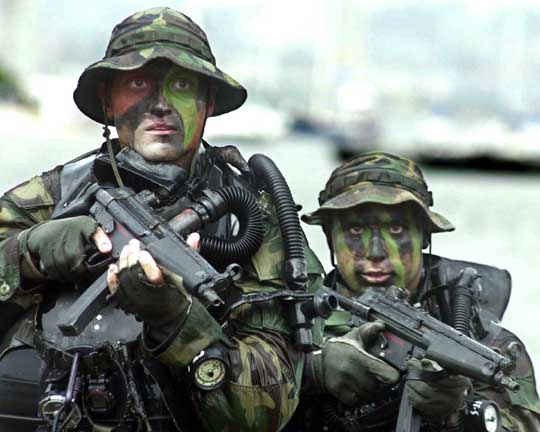
Выход бойцов СпН ВМС США на берег

Каждый отряд СпН ВМС США имеет свою специализацию по основным театрам военных действий (ТВД). Часть отрядов ориентирована на действия на ближневосточном ТВД и действия в пустынной местности, некоторые нацелены на действия в джунглях Индокитая и Южной Америки, на данный момент часть отрядов проходит переподготовку для готовности к действиям в Приполярье.

### Средства доставки СпН ВМС США
Для оперативной и скрытной подводной доставки и эвакуации операторов SEAL, в составе сил специального назначения ВМС сформирована отдельная группа спецсредств доставки — 3-я группа ССО ВМС США, в которую входит SDVT-1, имеющая на вооружении специальные подводные носители типа Mark 8 Mod 1. Для обеспечения доставки и высадки отрядов SEAL на побережье и их эвакуации после завершения задания в составе сил специального назначения ВМС США также находится отдельный отряд средств высадки SWCC (Special warfare combatant-craft crewmen). Задачей трёх флотилий десантных средств высадки и лёгких катеров отряда являются доставка личного состава в прибрежные морские районы, огневое прикрытие отходящих групп SEAL в прибрежных районах, задержание и досмотр лёгких судов, поиск и спасение в прибрежных районах, разведка и патрулирование прибрежной зоны и внутренних рек.

## Отдельный полк СпН ВМС по борьбе с терроризмом на море
Отдельный полк СпН ВМС по борьбе с терроризмом на море (бывший 6-й отряд 1-го полка СпН ВМС) в оперативном отношении вместе с 1-м оперативным полком СпН СВ США («Дельта») подчиняется Управлению специальных операций ГУ СпН МО США и предназначен в первую очередь для проведения наиболее ответственных специальных операций в интересах стратегических группировок, а также антитеррористических операций в разных регионах планеты. Бойцы 4-го и 6-го (предшественник DEVGRU) отрядов SEAL принимали участие во вторжении на остров Гренада и освобождении заложников на пассажирском лайнере «Акилле Лауро» в Средиземном море.
| Эмблема                           | Команды                                                      | Число РДГ | Дислокация                                                     | Основной ТВД                          |
| --------------------------------- | ------------------------------------------------------------ | --------- | -------------------------------------------------------------- | ------------------------------------- |
| 1-й полк СпН ВМС                  |                                                              |           |                                                                |                                       |
|                                   | 1-й отряд СпН ВМС                                            | 8 РДГ     | ВМБ «Сан-Диего», (ш. Калифорния)                               | ТВД ЮВА                               |
|                                   | 3-й отряд СпН ВМС                                            | 8 РДГ     | ВМБ «Сан-Диего», (ш. Калифорния)                               | Ближневосточный ТВД                   |
|                                   | 5-й отряд СпН ВМС                                            | 8 РДГ     | ВМБ «Сан-Диего», (ш. Калифорния)                               | Тихоокеанский ТВД                     |
|                                   | 7-й отряд СпН ВМС                                            | 8 РДГ     | ВМБ «Сан-Диего», (ш. Калифорния)                               |                                       |
| 2-й полк СпН ВМС                  |                                                              |           |                                                                |                                       |
|                                   | 2-й отряд СпН ВМС                                            | 8 РДГ     | ВМБ Норфолк, (ш. Вирджиния)                                    | Европейский ТВД                       |
|                                   | 4-й отряд СпН ВМС                                            | 8 РДГ     | ВМБ Норфолк, (ш. Вирджиния)                                    | Южноамериканский ТВД                  |
|                                   | 8-й отряд СпН ВМС                                            | 8 РДГ     | ВМБ Норфолк, ш. Вирджиния                                      | Карибский и средиземноморский бассейн |
|                                   | 10-й отряд СпН ВМС                                           | 8 РДГ     | ВМБ Норфолк, (ш. Вирджиния)                                    |                                       |
| Отдельные части СпН ВМС США       |                                                              |           |                                                                |                                       |
|                                   | оп БТМ ВМС (Военно-исследовательский полк СпН ВМС)           | 5 ор СпН  | ВМБ Норфолк, (ш. Вирджиния) АБ ВМС США «Океана» (ш. Вирджиния) |                                       |
| Вспомогательные части СпН ВМС США |                                                              |           |                                                                |                                       |
|                                   | 3-я группа ССО ВМС США 1-я рота спецсредств доставки СпН ВМС |           | ВМБ «Коронадо», Калифорния ВМБ «Сан-Диего», Калифорния         |                                       |

## Отбор и подготовка
Отбор членов в подразделение производится из числа добровольцев не моложе 18 и не старше 28 лет, к службе допускаются только мужчины — граждане США. Кандидат должен обладать отменным здоровьем, как физическим, так и психическим, поскольку по роду службы иногда курсанту приходится долгое время находиться в замкнутом пространстве или под толщей воды, куда не проникает свет. Очень часто приходится выполнять ту или иную задачу в одиночку, без поддержки товарищей, находясь при этом по пояс в болоте.
С самого начала добровольцев, которые вполне удовлетворяют всем формальным требованиям и не обнаруживают никаких явных физических или психических отклонений, подвергают целой серии тестов, на основании которых экспертная комиссия из опытных психологов и врачей проводит начальный отбор. Успешно прошедшие начальные требования, попадают в учебно-морские центры специальных войск.

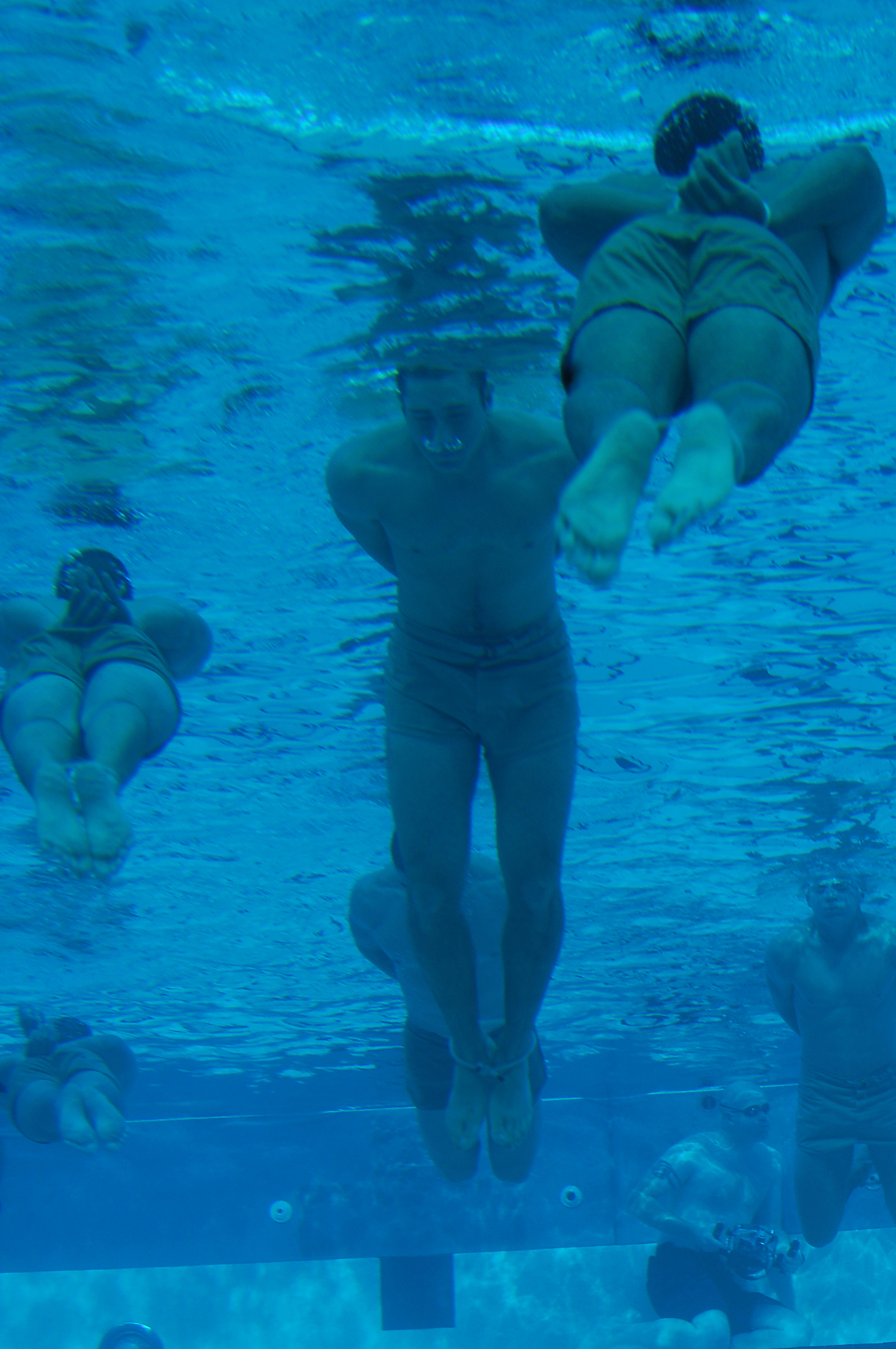
Курсанты учатся плавать, будучи связанными по рукам и ногам

Прежде всего курсантов готовят к тем нагрузкам, которые ожидают их в течение года. Это семинедельный курс общефизической подготовки и обучения специальным приёмам плавания. На этом этапе курсанты знакомятся с новыми методиками физического развития, тренируют дыхательную систему, выносливость. Иногда обучение специально проводят в шторм, при очень низких температурах и с грузом, и даже будучи связанным по рукам и ногам. Цель этого этапа — настолько приучить боевого пловца к воде, чтобы она у него не вызывала не то что малейшего неудобства, а чтобы он чувствовал себя в ней, «как рыба».
«Мы тренируем этих людей так, чтобы они воспринимали воду как единственную безопасную среду», — говорят инструкторы в процессе подготовки. Во всех других родах войск, даже в морской пехоте, обучают личный состав, исходя из того, что водная стихия опасна для человека. Но в чём наше преимущество? Когда нас обнаружили, преследуют или обстреливают, мы уходим в воду, в свой родной дом, где противник нас уже как правило теряет.

Далее следуют девять недель первого периода непосредственно боевой подготовки и тренировок «вживую». Причём каждую неделю нагрузки становятся ещё более сильными, приобретая специфическую направленность. Например, в первую неделю курсантам надо проплыть триста метров за определённое время, во вторую неделю те же самые триста метров необходимо проплыть уже в полном обмундировании и экипировке, со всем снаряжением и оружием. Далее задача усложняется ещё больше. Ту же самую дистанцию со всем снаряжением надо преодолеть, буксируя груз весом 40—50 кг, а затем выполнить всё то же самое, только на сей раз против течения. Далее расстояние увеличивается, а время, за которое его необходимо преодолеть остаётся тем же. То же самое можно сказать и о сухопутных испытаниях. Здесь задача усложняется тем, что инструкторы намеренно отдают несколько нелогичные приказы, которые следует выполнять не раздумывая, при этом не идя на конфронтацию с начальством. Тем самым проверяется психологическая пригодность будущего боевого пловца.

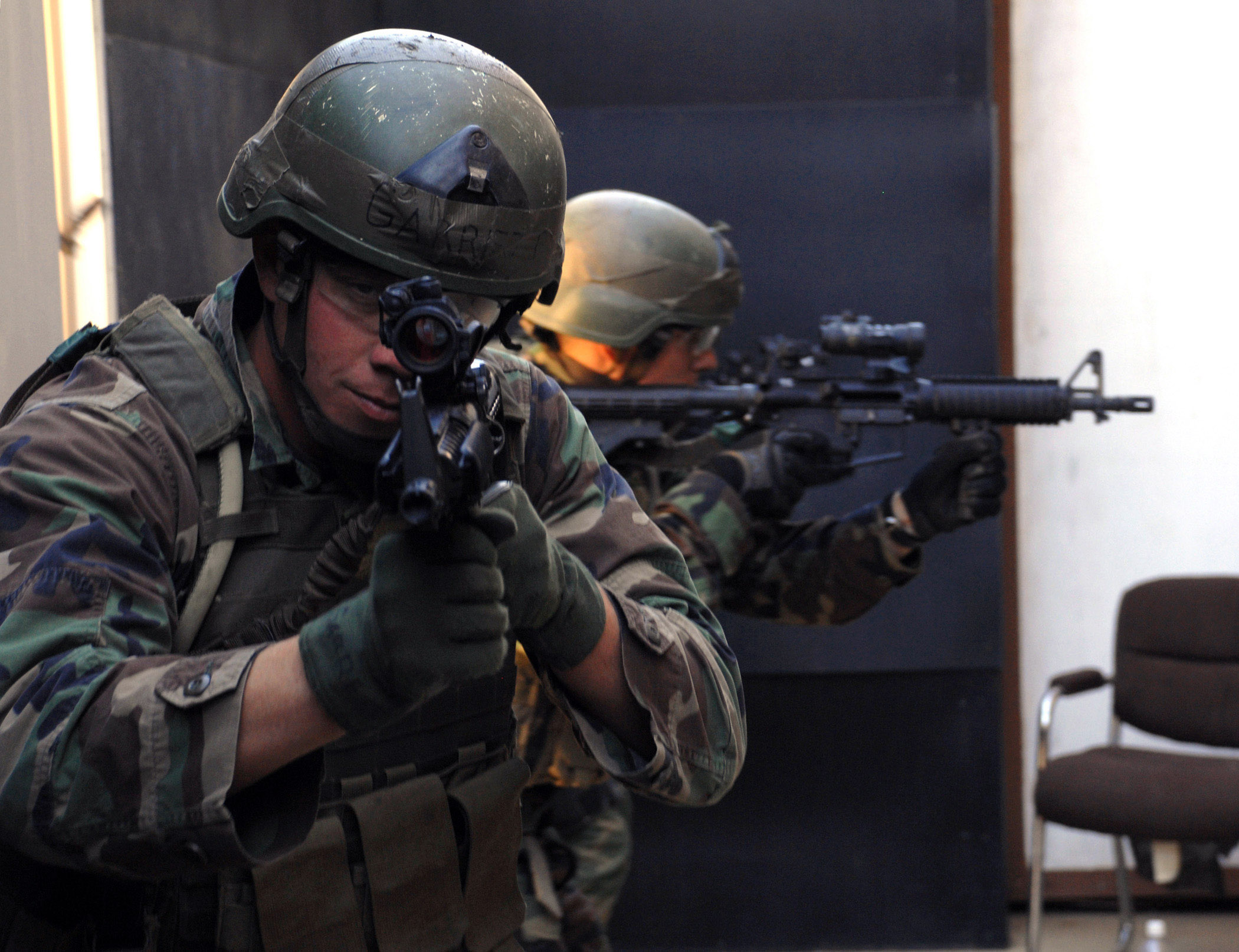
Тренировка ближнего боя

Существуют и специальные тесты, помогающие определить смышлёность курсанта, его умение мыслить в нестандартных ситуациях. Например, необходимо без специального снаряжения проникнуть на объект, который находится за высоким холмом, поросшим лесом. Разумеется, холм можно обойти, как и поступает большинство курсантов. Но со всех сторон холм окружён болотом. Такие комплексные препятствия вводят курсантов в затруднительное положение. Кроме многих естественных преград, которые надо преодолеть, существует ещё огромное количество ловушек, подстроенных опытными инструкторами. В самый неподходящий момент, когда курсант уже практически добрался до вершины холма и держится за выступ скалы, прямо у него перед носом раздаётся взрыв учебной гранаты или взрывается дымовая шашка, или же над головой начинают свистеть пули. Помимо физических нагрузок курсанты осваивают навыки снайперской стрельбы и подрывного дела, радиосвязи и ориентирования на местности. Словом, всё то, что делается не в воде (хотя это вовсе не означает, что подобное делается только на суше).

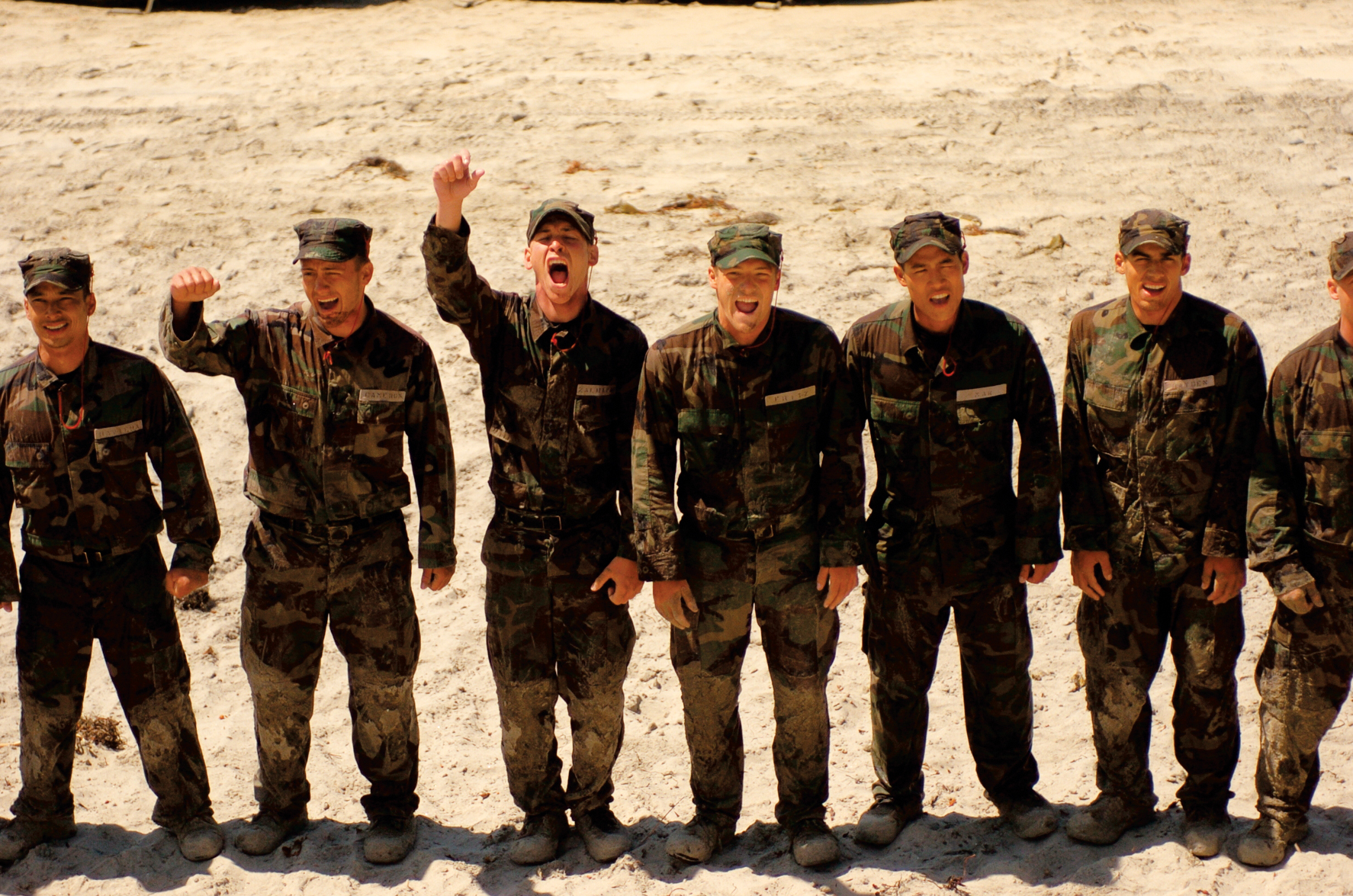
Курсанты после «адской недели»

Особого внимания заслуживает этап подготовки, который сами «тюлени» называют «адской неделей». Она длится пять суток и в ней проводятся самые жестокие подготовительные мероприятия. За это время курсанты имеют право спать 4 часа, и то, либо стоя, либо лёжа в болоте. При этом нагрузка возрастает с каждым днём и достигает такого предела, что с одной группой работают три инструктора (каждый из которых имеет медицинский сертификат), которые постоянно сменяют друг друга. К концу недели нагрузки приобретают садистский характер. В такой обстановке будущие «тюлени» должны не только сражаться с водной стихией, но и победить её и, что гораздо сложнее, самого себя, свой страх и свою боль.

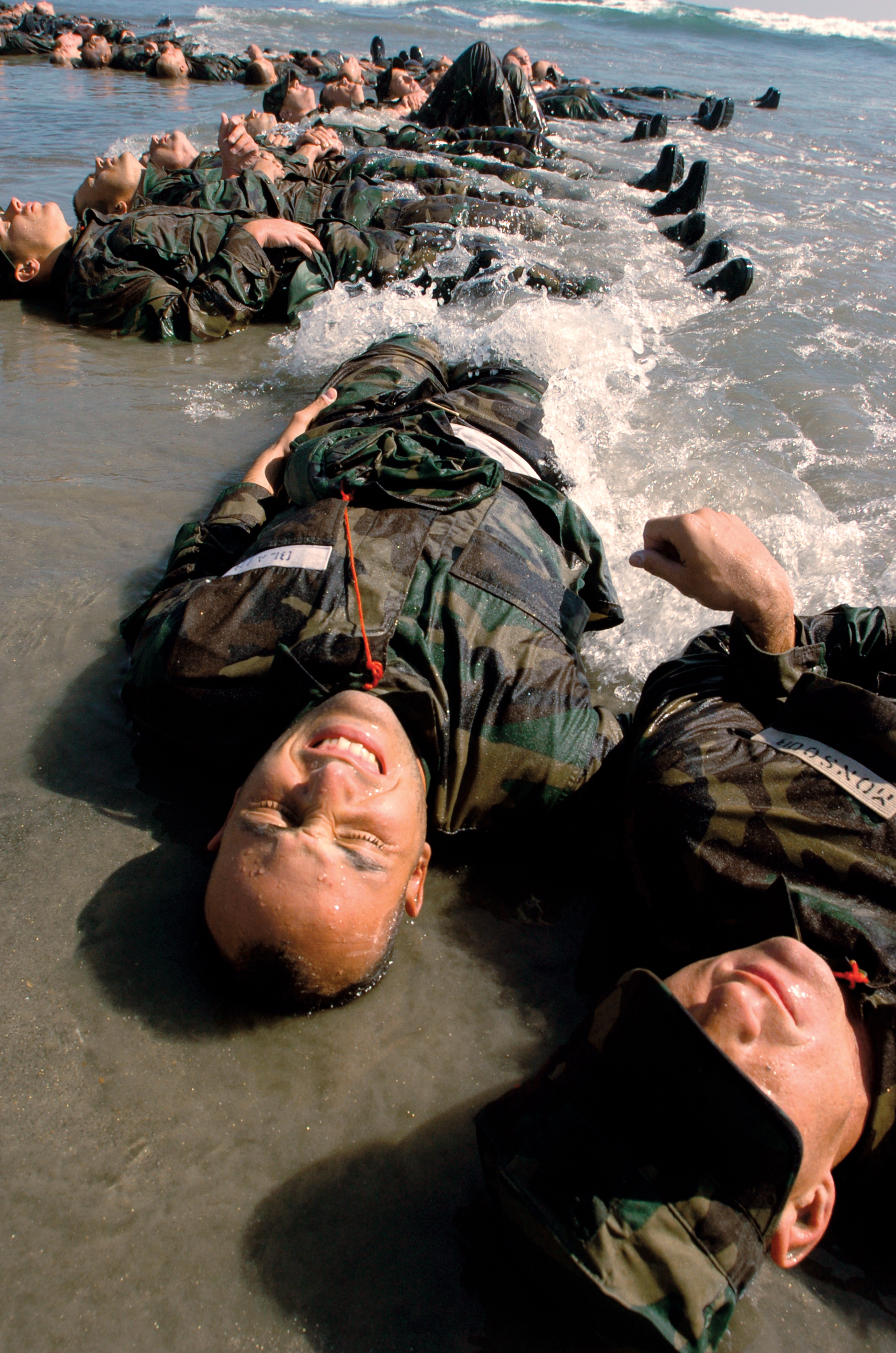
«Испытание штормом»

Вот один из примеров — «испытание штормом». По команде группа выстраивается на самом берегу океана (причём выбирается самый ненастный день и самый сильный шторм) и стоит на протяжении 20 минут, обдаваемая ледяными волнами Тихого океана. Затем по команде, вся группа выходит на берег и проводит пять минут на пронизывающем осеннем ветру, а затем снова — в океан. И так по несколько раз.

А далее следует целая серия изнурительных марш-бросков в полной экипировке, преодолевание полосы препятствий и т. д. Например, норматив бега по песчаному пляжу на дистанцию 4 мили — 32 минуты. За «ленивое» выполнение упражнений — наказание: отжимания индивидуальные или групповые («цепочка»), когда курсанты выстраиваются в колонну по одному, кладут ноги на плечо товарища, находящегося в положении «упор лёжа» сзади. Один тянет за собой всю цепочку. Как наказание — опять в океан. И так до бесконечности несколько суток. При этом назойливые инструкторы проводят психологическую атаку на молодых, адски уставших, замёрзших курсантов. Они пытаются «соблазнить» их горячим душем, длительным сном в мягкой постели, хорошим обедом с чашкой кофе. Но всё это — лишь для того, чтобы ещё больше измотать психику курсантов, проверить их выносливость. Многие отступают и возвращаются в свои части. Отсев после «адской недели» — 50 % от общего числа подавших заявление и отобранных для подготовки. А финальный отсев — 90 % от первоначального количества. Уходят все, кто хоть самую малость не дотянул до наиболее высоких показателей.
Последней стадией подготовки является воздушная, длительностью в три недели. Курсантов готовят к прыжкам с парашютом, управлению воздушным движением, наведению и корректировке действий авиации, иногда пилотированию. Нагрузки на этом этапе не снижают темп. Правда, спать после «адской недели» дают на пару часов дольше, но, разумеется, для полного восстановления сил этого недостаточно. После этого тех, кто выдержал «адский марафон», допускают в элитное сообщество. Им в торжественной обстановке вручают эмблему SEAL (орёл, держащий в когтях якорь, трезубец и кремнёвый пистолет), называемую на жаргоне «будвайзер», и распределяют по группам. Но это ещё не полноценные «тюлени». Их пока ещё не допускают до серьёзных операций и используют, как правило на «подхвате»: прикрывать тыл, обеспечивать отход основных сил, «шуметь», отвлекая внимание противника. Так проходит два с половиной-три года до конца первого контракта. Только после подписания второго контракта новобранец может считать себя полноценным бойцом SEAL.

## Снаряжение
Учитывая широкий спектр задач решаемый бойцами SEAL, подразделение располагает не только полным ресурсом армии США, но и правом использовать всемирный рынок в качестве источника получения всего необходимого оборудования.

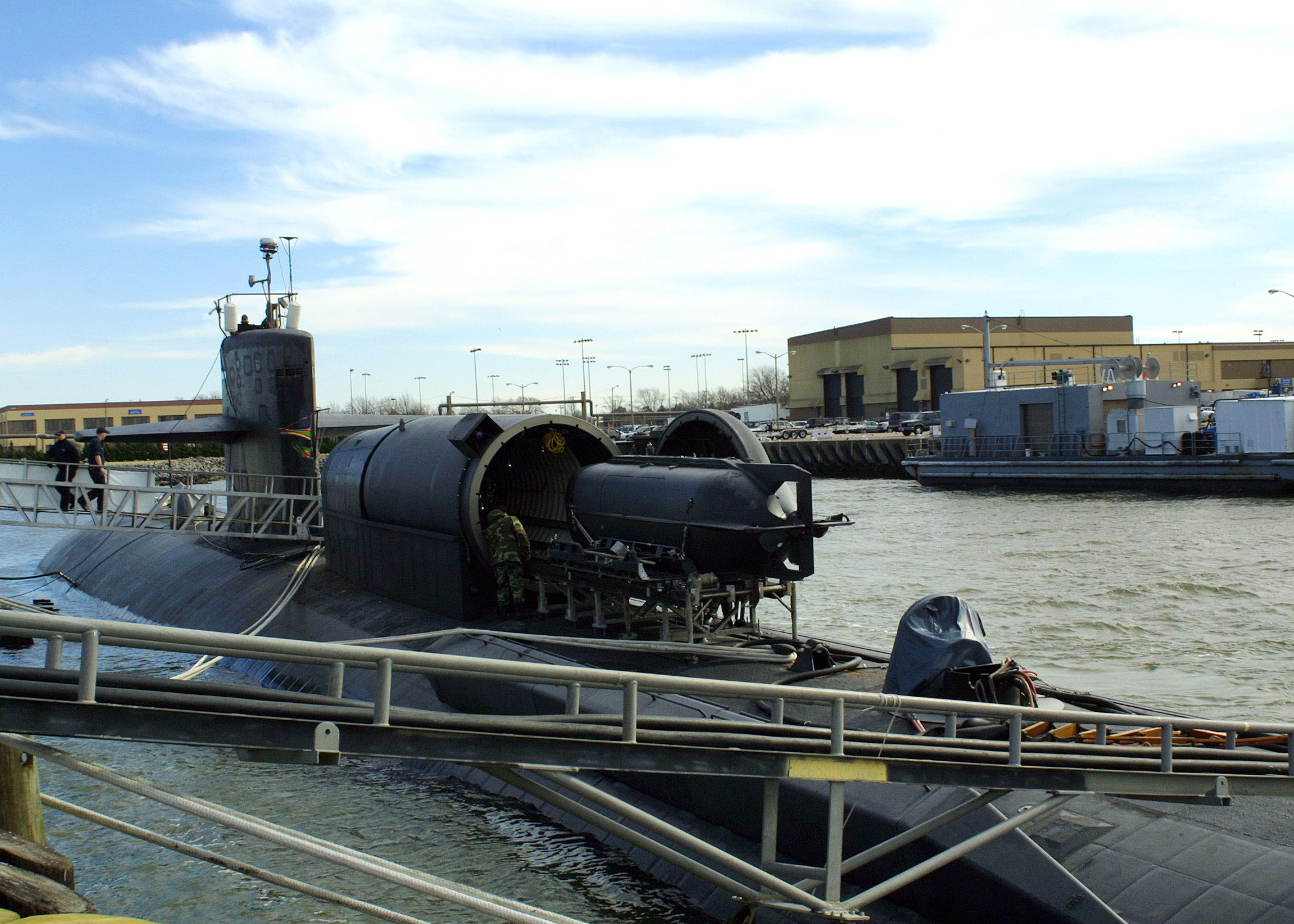
ПСД загружают в док-камеру USS Dallas

Для скрытного передвижения под водой отрядами SEAL применяется изолирующий дыхательный аппарат Dragaer LAR V, разработанный немецкой компанией Drägerwerk AG и позволяющий водолазу плыть без характерного для аквалангов недостатка в виде пузырьков воздуха. Также используются сверхмалые подводные лодки Mark 8 Mod 1 SDV, запускаемые из специальных модулей подводных лодок типа «Лос-Анджелес». Помимо использования на ПЛА, ПСД типа Мк 8 также могут быть сброшены в зону ведения операции с самолётов Локхид C-130 Геркулес. Проект ASDS (Advanced SEAL Delivery System), рассматривавшийся в качестве замены ПСД Мк 8, не вышел за стадию прототипа и был закрыт. Таким образом ПСД типа Мк 8 остаются в строю на неопределённое время.

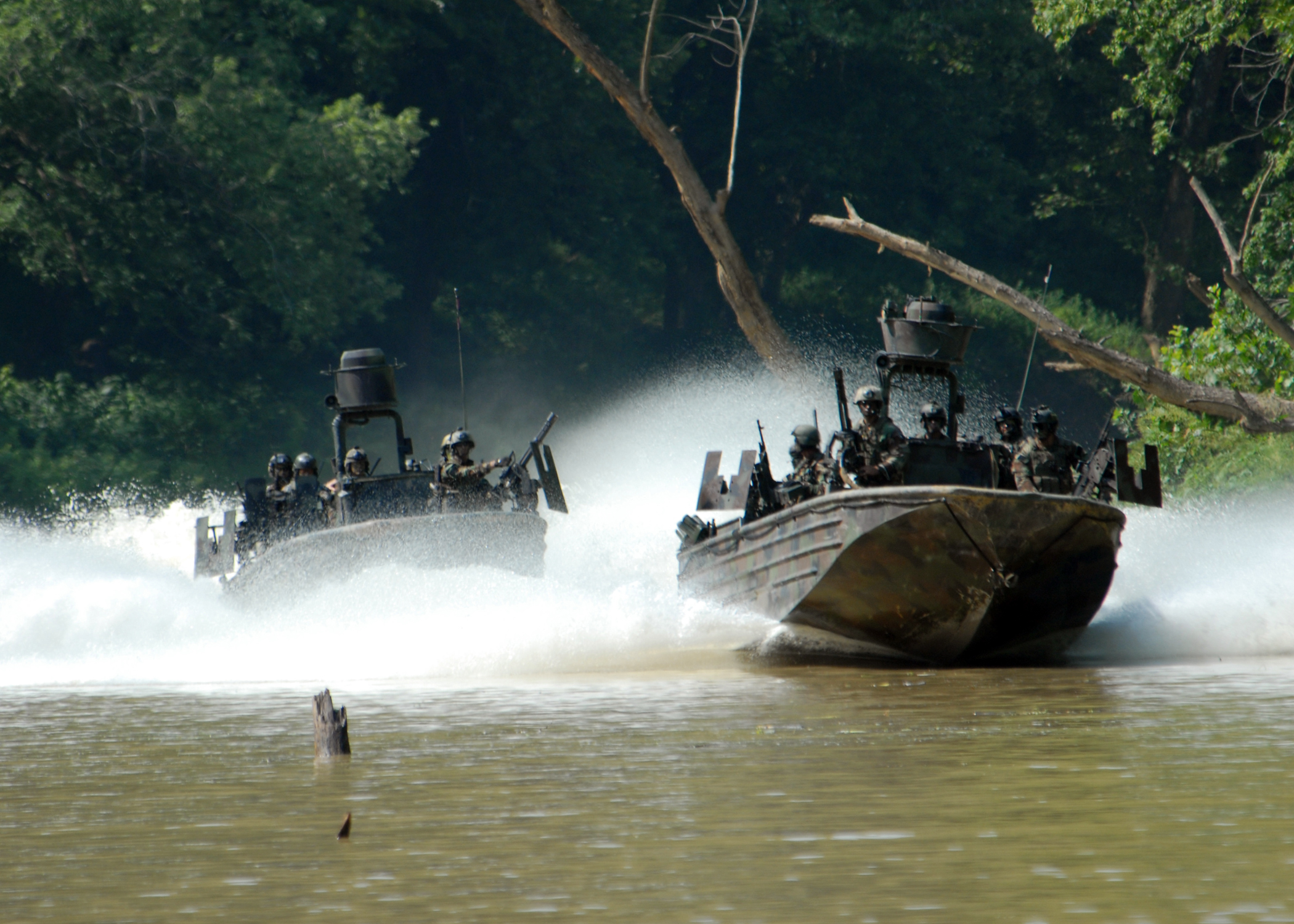
Солдаты из SBT 22 на катерах SOC-R

Для высадки надводным способом ССО ВМС США могут использовать патрульные катера типов «Циклон», Мк 5 «Пегас», RIB-36 и Special Operations Craft-Riverine (SOC-R), которые находятся в составе отрядов катеров СпН (Special Boat Team). Лодки типа SOC-R также могут быть транспортированы вертолётами CH-47 и CH-53.
Если предполагается заброс путём десантирования с воздуха, то ССО ВМС обычно прибегает к помощи 160-го авиационного полка специального назначения, предоставляющему транспортные средства и пилотов.
При заброске наземным способом проникновение в район проведения операции осуществляется пешим ходом либо на машинах повышенной проходимости Desert Patrol Vehicle (DPV), также известных как Fast Attack Vehicle (FAV), впервые использованных 3-м отрядом SEAL во время войны в Персидском заливе.
Основной марксманской винтовкой бойцов SEAL является SEAL Recon Rifle под стандартный патрон 5,56 × 45 мм, состоящая на вооружении как минимум с 1993 года.

## Дислокация
Основной базой дислокации частей СпН ВМС США являются:
- на Атлантическом побережье США
  - В/ч «Литл-Крик» десантных сил ВМС (в составе главной в/ч ВМС США «Норфолк»)
  - Гарнизон авиации ВМС в/ч «Океана» (н.п. Дам Нек, ш. Вирджиния), где расквартирован отдельный полк СпН ВМС по борьбе с терроризмом на море.

- на Тихоокеанском побережье США
  - В/ч «Коронадо» десантных сил ВМС (в составе в/ч ВМС США «Сан-Диего» (Калифорния)).

Здесь расквартированы органы управления УСпН ВМС (Naval Special Warfare Command) и Центр боевого применения (ЦБП) СпН ВМС (Naval Special Warfare Center).

## Музей и мемориал UDT-SEAL
National Navy UDT-SEAL Museum в Форт Пирс, штат Флорида, основанный в 1985 году НКО «UDT-SEAL Museum Association», является единственным музеем подобного рода и находится на том месте, где когда-то готовили первых боевых пловцов для ВМС США. В 2008 году решением конгресса музей получил статус национального. На сегодняшний день здесь имеется большое количество уникальных исторических экспонатов, в том числе оружие, снаряжение и техника подразделений UDT и SEAL.